# ادربیسینات
ادربیسینات (به لاتین: Aderbissinat) در نیجر است که در agadez region واقع شده‌است.

## خصوصیات
ادربیسینات ۲۷٬۵۲۳ نفر جمعیت دارد.